# هيكتور غوميز أورتيغا
هيكتور غوميز أورتيغا (بالإسبانية: Casimiro Gómez Ortega)‏ هو عالم نبات إسباني، ولد في 4 مارس 1741 في النوايل في إسبانيا، وتوفي في 30 أغسطس 1818 في مدريد في إسبانيا.